# Jan Rożeński
Jan Rożeński (ur. 30 stycznia 1904 w Świętej, zm. 27 lipca 1968 w Złotowie) – polski działacz oświatowy Pogranicza i Śląska Opolskiego. Bliski współpracownik księdza Bolesława Domańskiego.

## Życiorys
Jan Rożeński, syn Franciszka i Zofii z d. Kunca. Urodził się w rodzinie, z dużymi tradycjami patriotycznymi.
W latach 1910–1918 uczęszczał do niemieckiej szkoły podstawowej w rodzinnej wsi. W 1920 rozpoczął starania o przyjęcie do Państwowego Seminarium Nauczycielskiego w Toruniu. Niestety władze niemieckie odmówiły udzielenia mu paszportu. W tej sytuacji był zmuszony kilkakrotnie nielegalnie przekraczać granicę. W 1922 otrzymał paszport i od tego czasu mógł legalnie kontynuować naukę. Świadectwo dojrzałości otrzymał w 1926. Odbył roczną praktykę pedagogiczną w Szkole Podstawowej w Zelgoszczy w pow. Starogardzkim i ukończył Kursu Języka i Kultury Polskiej dla nauczycieli z zagranicy w Krakowie. W 1933 ukończył Państwowy wyższy Kurs Nauczycielski w Poznaniu. 
Początkowo Jan Rożeński zamierzał starać się o obywatelstwo polskie ale pod wpływem Prezesa Związku Polaków w Niemczech ks. dr Bolesława Domańskiego oraz prezesa Związku Polskich Towarzystw Szkolnych w Niemczech Jana Baczewskiego, postanowił podjąć pracę na ziemi ojców, pomimo że znajdowała się poza granicami niedawno odrodzonego Państwa Polskiego.
1 września 1927 Związek Polskich Towarzystw Szkolnych w Berlinie powołał go na stanowisko kierownika Polsko-Katolickiego Towarzystwa Szkolnego na Rejencję Pilską z siedzibą w Złotowie. Jako kierownik blisko współpracował z ks. dr Bolesławem Domańskim, Izydorem Mackowiczem, kuratorem Związku Polskich Towarzystw Szkolnych w Berlinie Janem Baczewskim, ks. Alfonsem Sobierajczykiem, ks. Maksymilianem Grochowskim i ks. Władysławem Paszki. Towarzystwo stawiało sobie za cel organizowanie różnych form polskiej oświaty wśród młodzieży szkolnej i pozaszkolnej oraz wśród osób dorosłych. W tym celu zabiegało o utworzenie w każdej miejscowości swoich kół w celu stworzenia podstaw polskiego szkolnictwa prywatnego. Przez pewien czas w zastępstwie za aresztowanego w 1932 r. Jana Bauera, Jan Rożeński kierował pracą Towarzystwa Szkolnego na okręg Kaszubski z siedzibą w Bytowie.
W latach 1927–1929 prowadził kursy języka polskiego dla młodzieży pozaszkolnej w Kleszczynie, Skicu, Sławianowie, Podróżnej, Radawnicy, Stawnicy, Starej Wiśniewce, Zakrzewie i Złotowie. Praca ta była niebezpieczna, ponieważ działacze polonijni często spotykali się z pogróżkami i zatrzymaniami ze strony niemieckich szowinistów. Jeden z takich napadów w którym zatrzymano Izydora Maćkowicza i Jana Rożeńskiego opisała Gazeta Olsztyńska z 1927 r. w artykule Bandycki napad na kierownika Dzielnicy V Związku Polaków p. Maćkowicza i na kierownika Towarzystwa Szkolnego p. Rożeńskiego w Podróżnej. 
W listopadzie 1927 r. podczas zebrania organizacyjnego koła Towarzystwa Szkolnego działacze ci ponownie zostali napadnięci tym razem przez bojówkę organizacji Stahlhelm. W latach 1927–1929 dzięki staraniom Towarzystwa Szkolnego kierowanego przez Jana Rożeńskiego na terenie w 22 miejscowości powiatu złotowskiego babimojskiego i międzyrzeckiego zorganizowano naukę języka polskiego w niemieckich szkołach podstawowych. W tym czasie Jan Rożeński uruchomił w 28 miejscowościach biblioteki wędrowne i osobiście zaopatrzył je w książki sprowadzone z Towarzystwa Czytelni Ludowych, Polskiego Związku Zachodniego i Kuratorium Okręgu Szkolnego w Poznaniu. W latach 1927–1932 przyczynił się do powstania przedszkoli polskich w Złotowie, Radawnicy, Zakrzewie, Głomsku, Buczku Wielkim, Sławianowie, Podróżnej, Wiśniewce i Dąbrówce Wielkiej. W 1928 r. zorganizował kolonie letnie w Polsce dla 185 dzieci powiatu złotowskiego. Urządzał też (przy współudziale rodziców) zabawy dla młodzieży w Złotowie, Zakrzewie, Świętej, Podróżnej i Sławianowie. 
Od 1929 r. Towarzystwo Szkolne rozpoczęło organizowanie polskiego szkolnictwa prywatnego. 
Były konsul polski w Pile dr Kazimierz Szwarcenberg-Czerny napisał o działalności Jana Rożeńskiego w tym czasie: „Jeździł od wsi do wsi, od chaty do chaty, rozmawiał tłumaczył, wyjaśniał”. Jan Rożeński wynajmował lokale na izby szkolne, przeprowadzał pertraktacje z władzami niemieckimi, interweniował gdy nie chciano wydać zezwolenia na otwarcie polskiej szkoły lub wykonywanie zawodu polskiemu nauczycielowi. Starał się o mieszkania dla nauczyciele i pomoce szkolne.
Władze niemieckie pod pretekstem nieprzydatności wynajętych pomieszczeń na izby lekcyjne, nakładały na Towarzystwo Szkolne wysokie kary pieniężne lub wydawały nakaz zamknięcia szkoły. Jan Rożeński interweniował w takich sprawach. Szczególnie dużo czasu poświęcił staraniom o utrzymanie polskiej szkoły w Krajence. W latach 1929 – 1931 na Pograniczu działało 29 polskich szkół z 42 nauczycielami prowadzących zajęcia dla 1200 dzieci. Jako kierownik Towarzystwa Szkolnego Jan Rożeński brał udział w otwarciu wszystkich tych szkół. W pracy oświatowej wielką pomocą była działalność kulturalna. W latach 1929–1932 Jan Rożeński był prezesem zasłużonego chóru Cecylia ze Złotowa.
1 lipca 1933 r. Związek Polskich Towarzystw Szkolnych przeniósł Jana Rożeńskiego do Opola na stanowisko kierownika Towarzystwa Szkolnego na obwód Rejencji Opolskiej. Prezesem Towarzystwa w Opolu był ks. Czesław Klimas z Tarnowa powiat Opole. Jan Rożeński jako kierownik współpracował między innymi ze znanymi działaczami: Janem Rychlem, Pawłem Kwoczkiem i Janem Wittem.Uczył na kursach języka polskiego w Opolu i Nakle w pow. opolskim. Zabiegał o zezwolenie na budowę Polskiego Gimnazjum Żeńskiego w Raciborzu i o nadanie uprawnień państwowych Gimnazjum Polskiemu w Bytomiu. Organizował wykłady dla uniwersytetów ludowych, biblioteki i kolonie letnie dla dzieci.
W czerwcu 1934 r. ożenił się z Heleną Biniakowską. 
11 września 1939 r. Jan Rożeński został aresztowany wraz z innymi polskimi działaczami Śląska Opolskiego i uwięziony w Opolu. Po trzech tygodniach wywieziony został do obozu koncentracyjnego Buchenwald. Żonę wysiedlono wraz z dwojgiem dzieci do Berlina a mienie skonfiskowano. Prześladowana przez Gestapo Helena Biniakowska zginęła tragicznie 21 grudnia 1940 r. Przed wybuchem wojny wywłaszczono z gospodarstwa i skierowano do przymusowych robót w Berlinie matkę Jana Rożeńskiego i brata Piotra natomiast siostrę Mariannę zasłużoną nauczycielkę polskich szkół osadzono w obozie Ravensbrück.
Z Buchenwaldu Jan Rożeński został przewieziony do Berlina do pracy w fabryce a następnie jako obywatel niemiecki został wcielony do wojska. Pod Bolonią dostał się do niewoli angielskiej a następnie został żołnierzem II Korpusu Wojsk Polskich pod dowództwem generała Andersa.
Do Polski wrócił z Anglii w 1947 r. Został wicestarostą Szczecina a potem wicestarostą Choszczna i starostą Wałcza. W latach 1950–1959 pracował w Gminnej Spółdzielni "Rolnik" w Złotowie. W 1959 r. objął kierownictwo internatu Zasadniczej Szkoły Zawodowej w Złotowie. Ze względu na pogarszający się stan zdrowia 1 lutego 1966 r. przeszedł na rentę.
Zmarł 27 lipca 1968 r. w Złotowie.